# Elgin (Kansas)
Elgin é uma cidade localizada no estado americano de Kansas, no Condado de Chautauqua.

## Demografia
Segundo o censo americano de 2000, a sua população era de 82 habitantes.
Em 2006, foi estimada uma população de 75, um decréscimo de 7 (-8.5%).

## Geografia
De acordo com o United States Census Bureau tem uma área de
0,5 km², dos quais 0,5 km² cobertos por terra e 0,0 km² cobertos por água. Elgin localiza-se a aproximadamente 239 m acima do nível do mar.

## Localidades na vizinhança
O diagrama seguinte representa as localidades num raio de 28 km ao redor de Elgin.